# Resegarantinämnden
Resegarantinämnden var en svensk statlig förvaltningsmyndighet, som sorterade under Finansdepartementet och hade till uppgift att pröva om säkerhet skulle tas i anspråk, enligt då gällande, resegarantilagen (1972:204).
Enligt resegarantilagen skulle arrangörer och återförsäljare av vissa resor, främst paketresor, ställa säkerhet hos Kammarkollegiet. Säkerheten fick tas i anspråk för att betala tillbaka pengar som betalats för en resa som omfattas av garantin och som blev inställd eller av annan anledning inte blev av. Kammarkollegiet verkställde de utbetalningar som Resegarantinämnden beslutat om.
Resegarantinämnden avskaffades och ersattes av ny reselagstiftning 2018-08-01.